# Lepidopilum affine
Lepidopilum affine är en bladmossart som beskrevs av C. Müller 1848. Lepidopilum affine ingår i släktet Lepidopilum och familjen Daltoniaceae. Inga underarter finns listade i Catalogue of Life.